# Charles Conrad Schneider

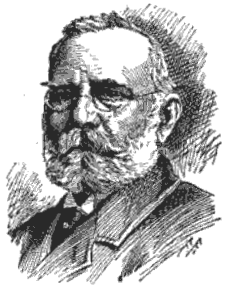
C. C. Schneider

Charles Conrad Schneider, eigentlich: Carl Conrad Schneider, oft nur als C. C. Schneider bezeichnet (* 24. April 1843 in Apolda; † 8. Januar 1916 in Philadelphia) war ein Ingenieur und Brückenkonstrukteur in den Vereinigten Staaten.
Schneider wurde im thüringischen Apolda geboren. Nach seiner Auswanderung in die Vereinigten Staaten machte er sich einen Namen durch die Konstruktion der Niagara Cantilever Bridge, eine der ersten großen Auslegerbrücken. Er gehörte zu der Gruppe von Ingenieuren, die 1886 mit der Installation der Freiheitsstatue in New York betraut waren.
1905 wurde er zum Präsidenten der American Society of Civil Engineers ernannt, die ihm im gleichen Jahr sowie erneut 1908 die Norman medal verlieh. Diese Auszeichnung wird für eine eingereichte Arbeit, die einen besonderen Beitrag zur Ingenieurwissenschaft darstellt, vergeben. 1886 erhielt er außerdem den Rowland prize der ASCE.
Schneider war auch bei der Untersuchung der Stahlteile der im Jahr 1907 beim Bau eingestürzten Québec-Brücke federführend. Zu diesem Zeitpunkt war er Chefingenieur der American Bridge Company. Um 1910 betrieb er gemeinsam mit Frederick C. Kunz ein Ingenieurbüro in Philadelphia.

## Bauwerke
- Marent Gulch Trestle, erste Holzkonstruktion über das Marent-Tal für die Northern Pacific Railway, 1883
- Niagara Cantilever Bridge, Niagara Falls, 1883
- Erste CPR Cisco Bridge über den Fraser River, Cisco (Siska), 1884
- Erste Stoney Creek Bridge der Canadian Pacific Railway, 1885
- Originalentwurf der Washington Bridge, New York, 1886
- Exchange Place, Bahnhofsterminal der Pennsylvania Railroad in Jersey City, 1891, damals der größte Bahnhof der USA – Abbildung
- Delair Bridge, Philadelphia, 1896